# 直立旋花
直立旋花（学名：Convolvulus pseudocantabrica）是旋花科旋花属的植物。分布于俄罗斯以及中国大陆的新疆等地，生长于海拔1,000米至1,800米的地区，多生长于山坡中下部砾石带，目前尚未由人工引种栽培。